# Restaurantketen
Een restaurantketen is een onderneming met restaurants met eenzelfde naam en veelal hetzelfde aanbod qua eten en drinken.
Met name in de Angelsaksische wereld zijn ketenrestaurants al decennialang erg populair. Veel van deze ketens zijn inmiddels wereldwijd zeer bekende merken.
Restaurants in de winkels van een winkelketen (bijvoorbeeld HEMA en IKEA) vormen ook min of meer een restaurantketen.

## Fastfoodrestaurantketens

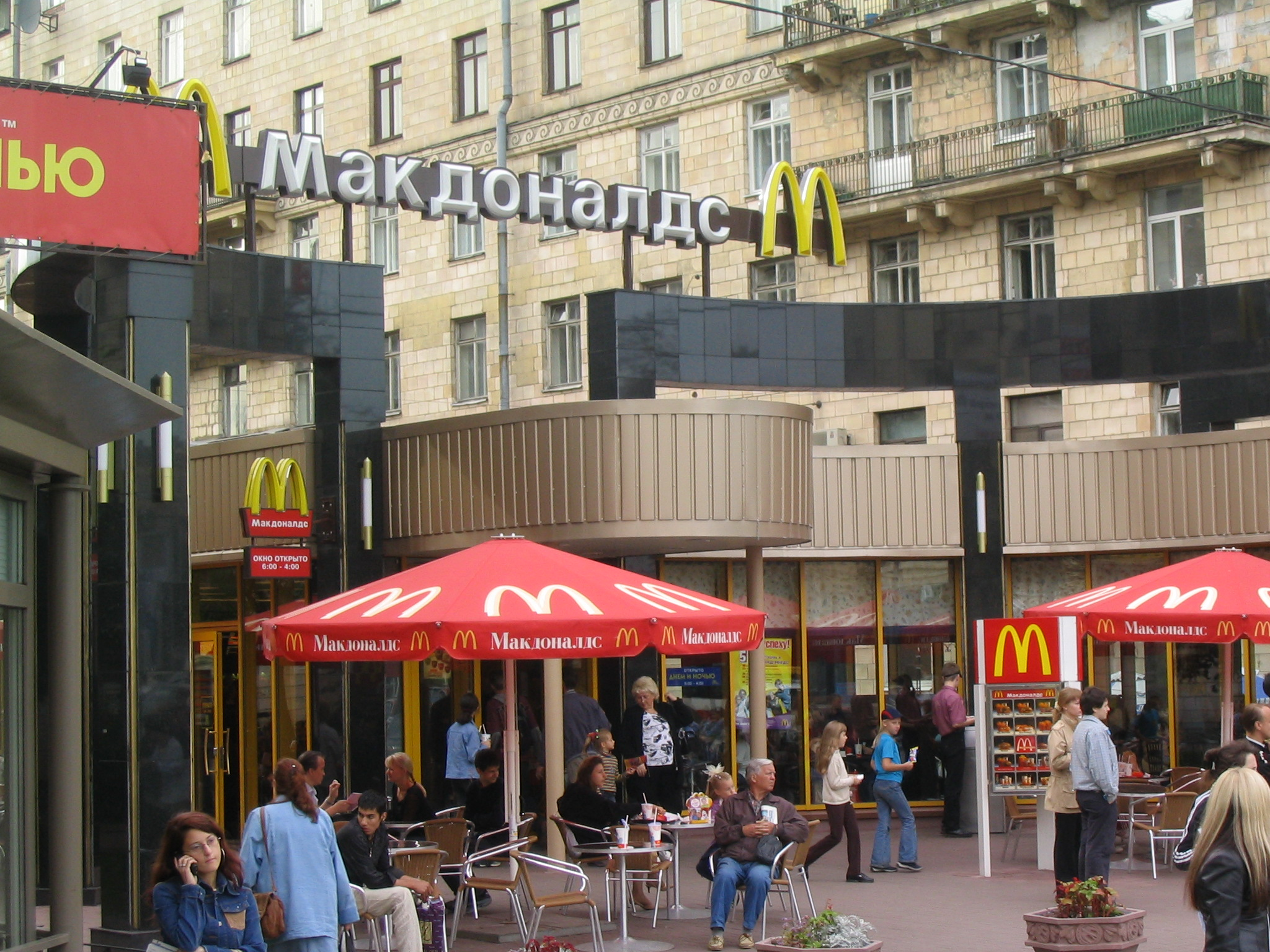
McDonald's in Sint-Petersburg

Fastfood-restaurantketens zijn goede voorbeelden van restaurantketens. Voorbeelden:
- Burger King
- Pizza Hut
- Domino's Pizza
- Febo
- KFC
- McDonald's
- Nando's
- White Castle

In fastfoodrestaurants worden goedkope maaltijden in een omgeving gericht op snelle afhandeling aangeboden. Veel fastfoodrestaurantketens zijn wereldwijd actief.

## Middenklasse-restaurantketens

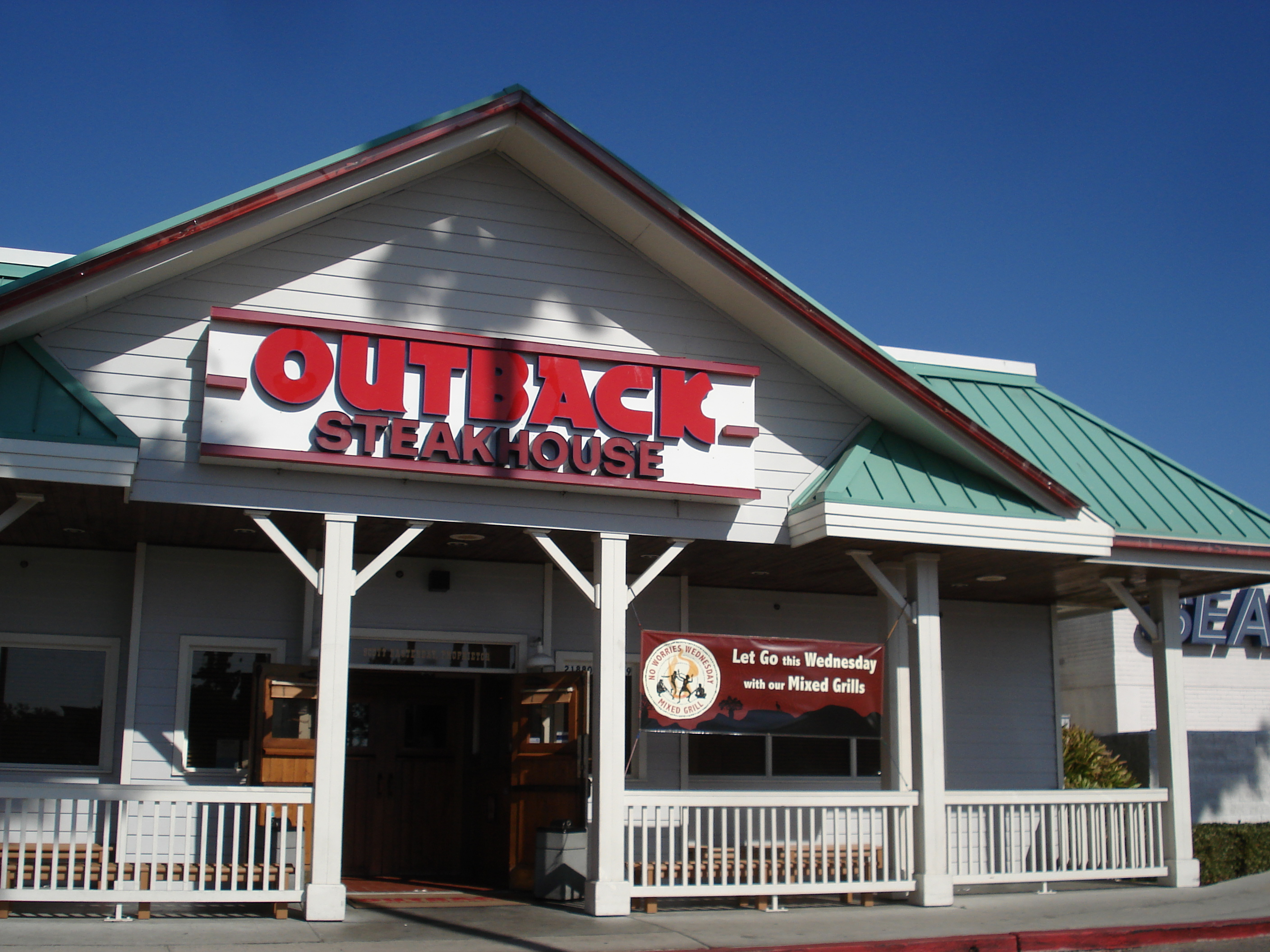
Outback Steakhouse in de Verenigde Staten

Middenklasse-restaurantketens (casual dining) zijn een bekend fenomeen in Noord-Amerika. Hier worden maaltijden tegen een schappelijke prijs aangeboden in een ongedwongen sfeer. Voorbeelden:
- Applebee's
- Hard Rock Cafe
- Hooters
- Olive Garden
- Outback Steakhouse
- TGI Friday's

In het verleden hebben meerdere ketens gepoogd zich buiten Noord-Amerika te vestigen. Vaak echter met beperkt succes. Applebee's is hiervan een voorbeeld. La Place is een succesvolle Nederlandse middenklasse restaurantketen.

## Hogereklasse-restaurantketens
Hogereklasse-restaurantketens (fine dining) zijn ook een bekend fenomeen in Noord-Amerika. Hier worden maaltijden tegen een hogere prijs aangeboden in een formele sfeer. 
In Nederland is de keten Gauchos Grill een goed voorbeeld van een hogereklasse-restaurantketen.